# Camponotus ligniperdus
Camponotus ligniperdus é uma espécie de inseto do gênero Camponotus, pertencente à família Formicidae.